# کارمیناتیف
کارمیناتیف (به انگلیسی: CARMINATIF)
رده درمانی: داروهای گیاهی
اشکال دارویی: پودر

## موارد مصرف
این فراورده جهت برطرف نمودن سوء هاضمه ، نفخ و درد ناشی از آن استفاده می‌شود.

## مکانیسم اثر
کارمیناتیف از مجموعه گیاهان زیر تشکیل شده است : دانه زیره سیاه ۱۵% Carim carvi، دانه زیره سبز ۱۰% Curninum cyminum، دانه انیسون ۱۵% Pimpinella anisun، برگ نعناع ۲۰% Mentha piperita، برگ بادرنجبویه ۵% Melissa officinalis، دانه رازیانه ۲۰% Foeniculum vulgare، دانه گشنیز ۱۵% Coriandrum sativum
روغن های فرار موجود در کارمیناتیف مانند کاروون، آنتول، فنکون، منتول، سیترال، لینالول و کومینالدئید با داشتن اثرات آنتی اسپاسمودیک و کاهش تونوس اسفنکتر تحتانی مری موجب تسهیل خروج گازها از معده می گردد . بعلاوه منتول موجود در نعناع احتمالاً از طریق اثر آنتاگونیستی کلسیم موجب شل شدن عضلات صاف جداره کولون می شود .

## عوارض جانبی
بدلیل وجود اسانس نعناع در این فراورده احتمال بروز واکنشهای آلرژیک در افراد حساس وجود دارد.